# Glenfield (Leicestershire)
Glenfield lub Glenfields – wieś i civil parish w Anglii, w hrabstwie Leicestershire, w dystrykcie Blaby. Leży 5 km na zachód od miasta Leicester i 147 km na północny zachód od Londynu. W 2011 civil parish liczyła 9643 mieszkańców. Glenfield jest wspomniana w Domesday Book (1086) jako Clanefelde.